# Isalı, Azerbajdzjan
Isalı (azerbajdzjanska: İsalı) är en ort i Azerbajdzjan. Den ligger i distriktet Gädäbäy rajon, i den västra delen av landet, 400 km väster om huvudstaden Baku. Isalı ligger 1 516 meter över havet och antalet invånare är 1 073.
Terrängen runt Isalı är huvudsakligen kuperad. Isalı ligger nere i en dal. Närmaste större samhälle är Çatax, 13,2 km nordost om Isalı.
Omgivningarna runt Isalı är en mosaik av jordbruksmark och naturlig växtlighet. Runt Isalı är det ganska tätbefolkat, med 70 invånare per kvadratkilometer.